# Kollasmosoma
Kollasmosoma är ett släkte av steklar. Kollasmosoma ingår i familjen bracksteklar.
Kladogram enligt Catalogue of Life:
| Kollasmosoma | \| \| Kollasmosoma cubiceps \| \| \| \| \| \| Kollasmosoma marikovskii \| \| \| \| \| \| Kollasmosoma platamonense \| \| \| \| |
|              | \| \| Kollasmosoma cubiceps \| \| \| \| \| \| Kollasmosoma marikovskii \| \| \| \| \| \| Kollasmosoma platamonense \| \| \| \| |
|              | Kollasmosoma cubiceps |
|              | |
|              | Kollasmosoma marikovskii |
|              | |
|              | Kollasmosoma platamonense |
|              | |